# Un enfant du pays
Pour les articles homonymes, voir Native Son (homonymie).

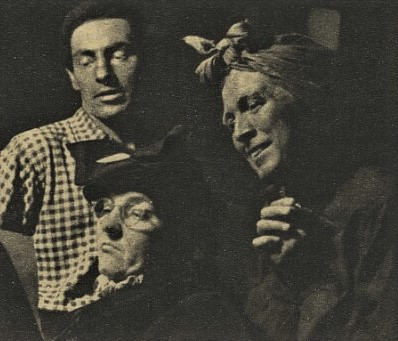
Gustav Heverle, vraisemblablement Emil František Burian et une actrice non identifiée dans Un enfant du pays de Richard Wright au D 49. Mise en scène de Burian. Publié dans Svět v obrazech, septembre 1948

Un enfant du pays (titre original : Native Son) est un roman américain de Richard Wright publié en 1940.
Il figure à la 20e place dans la liste des cent meilleurs romans de langue anglaise du XXe siècle établie par la Modern Library en 1998.

## Résumé
Le livre est composé de trois parties distinctes : La peur, La fuite, Le destin.
Dans l'Amérique des années 1930, Bigger Thomas (en), un jeune homme noir de 20 ans[Passage contradictoire], un « enfant du pays », vit dans un quartier du South Side (zone où est parquée la communauté noire), à Chicago dans l'État de l'Illinois, avec sa famille (sa mère, son frère et sa sœur) dans un logement vétuste infesté de rats. Bigger ne croit pas à grand chose et ses amis d'infortune non plus. Il sait qu'il est condamné, qu'il l'était même avant sa naissance…
À la différence de beaucoup des siens qui se savent condamnés à vivre dans peu d'espace et avec peu de liberté, Bigger n'accepte pas son sort. Il a en lui une rage, rage de subir un système de répression et d'oppression qui lui dicte sa vie car il a la malchance d'être noir. Il aimerait pouvoir rêver mais il sent en lui une telle furie ! Furie qu'il sait condamnatrice, furie qui le poussera à commettre des actes irréparables.

## Personnages
- Bigger Thomas (en) : Personnage principal du roman, jeune Noir de 23 ans[Passage contradictoire] qui a toujours vécu dans le South Side. Il se sent opprimé, rejeté et conditionné dans son enveloppe corporelle. Une haine profonde envers les blancs a toujours été présente en lui, persuadé qu'il accomplira un jour un fait qui le rendra coupable. Très détaché et distant de sa famille, il s'éloigne de sa mère, sa sœur. Il est complice de son frère Buddy, car il sait que celui-ci l'estime. Plusieurs fois il cède à des pulsions agressives et violentes envers son entourage, leur reprochant ou bien d'être blanc, ou bien d'être faible.
- Buddy Thomas : Le jeune frère de Bigger, qui est plus doux, proche de sa famille et en pleine admiration devant son grand frère. Lorsque Buddy découvre la liasse d'argent tombée de la veste de Bigger, il lui ramène, et le meurtrier n'a pas peur de son frère. Il sait qu'il ne le dénoncera pas.
- Véra Thomas : La jeune sœur de Bigger Thomas, collégienne apprenant la couture. Elle est volontaire, et s'investit dans son parcours scolaire, jusqu'à ce que l'affaire du meurtre éclate au grand jour, et qu'elle n'ose plus se présenter à l'école.
- Mme Thomas : Mère de trois enfants qu'elle a élevés seule ; fatiguée et usée par le travail. Elle se replie dans la religion.
- M. Dalton : Riche homme blanc de la ville. Propriétaire des immeubles du South Side qu'il loue aux noirs. Il doit une partie de sa fortune à sa femme très riche, puis a fait de bons placements. Humble, et aimant, lui et sa famille favorisent un mode de vie simple, avec peu de personnels de maison.
- Mme Dalton : Femme se tenant très droite, grande, visage pâle, cheveux blancs. Aveugle, elle a développé ses sens du toucher et de l'ouïe. Elle éprouve un grand besoin de venir en aide à ceux qui sont défavorisés, soit par un handicap physique, soit du fait de leur « race ». Sa famille embauche un noir pendant plus de dix ans, auquel elle donne des cours du soir. Généreuse et bienveillante, elle suggère dès le premier soir que Bigger Thomas reste à dormir dans la chambre.
- Mary Dalton : Jeune femme majeure, de bonne famille, mais coquine et pleine d'énergie. Elle veut découvrir, et s'intéresse aux noirs. Excitée à l'idée de rencontrer Bigger, elle se hâte de le présenter à son ami Jan. C'est à ce moment que l'on découvre que Mary ne va pas à l'université comme elle veut le faire croire. Elle sera au centre de l'intrigue, son caractère direct et spontané fera très vite peur à Bigger, qui ne saura pas contrôler ses réactions.
- Peggy : Femme au service de la maison Dalton depuis plus de 20 ans, très proche de la famille.
- Jan : Blanc, ami de Mary, nous laissant supposer qu'il aime cette dernière. Il croit au communisme, est pour l’égalité des races, et espère trouver en Bigger une écoute et un ralliement des noirs a cette cause.

## Dans la culture
- Adaptation du roman au cinéma en 1951 par Pierre Chenal en Argentine sous le titre Sang noir
- Dans le film American History X (Tony Kaye, 1998), le dialogue entre Derek Vinyard et son père au sujet d'Un enfant du pays, ouvrage dont le docteur Bob Sweeney lui avait conseillé la lecture, serait en partie à l'origine de son racisme futur.
- Dans le film Equalizer 2 (Antoine Fuqua, 2018), la maison du personnage principal dispose d'une chambre de sûreté dont l'ouverture est dissimulée dans sa bibliothèque, derrière le roman Un enfant du pays[2].